# Лидт, Эрланд ван
Эрланд ван Лидт (англ. Erland Van Lidth; полное имя нидерл. Erland Van Lidth De Jeude; 3 июня 1953 — 23 сентября 1987) — американский актёр нидерландского происхождения, который снялся в нескольких голливудских фильмах (в России наиболее известен своей ролью злодея Динамо в фильме «Бегущий человек»), а также борец, оперный певец (бас-баритон) и специалист по работе с компьютерами. Несмотря на то, что его огромные размеры (рост, по различным данным, от 199 до 203 см, вес в 1980 году — 380 фунтов, то есть порядка 172 кг) не были совсем уж необычными для оперы или тем более борьбы, именно этот фактор стал ключевым при определении амплуа его ролей в кино.

## Биография
Ван Лидт родился в голландском городе Хилверсюм в семье дворянского происхождения (имел право на титулование «Барон»). Его семья эмигрировала в США в 1958 году. В США они проживали в Ориндже (штат Нью-Джерси, до 1960 года), Стэмфорде (штат Коннектикут, 1960—1962), Риджфилде (штат Коннектикут, 1962—1970) и Маунт-Верноне (штат Нью-Гэмпшир, 1970—1973).
Обучаясь в средней школе, Ван Лидт никогда не занимался борьбой, а преуспел в футболе, хотя по собственному признанию его ненавидел, и в состязаниях по толканию ядра. Заниматься борьбой он начал, только оказавшись в Массачусетском технологическом институте, изучая информатику и электротехнику. В процессе обучения он показал невероятные умственные способности, его коэффициент интеллекта составлял 160, что превышало порог гениальности (порог гениальности составляет 140). В дополнение к изучению информатики в Массачусетском технологическом институте (он получил степень бакалавра компьютерных наук и электротехники в 1977 году) он также проявил себя и в музыкальных постановках, самой успешной из которых была «A Funny Thing Happened on the Way to the Forum», в которой он играл роль Майлза Глориосуса. После окончания института он работал в Манхэттене как профессиональный специалист по компьютерам, а также присутствовал на летних Олимпийских играх 1976 года в Монреале в качестве члена второго состава для супертяжёлой весовой категории команды по борьбе. Эрланд усиленно готовился к попаданию в основной состав команды к Олимпиаде 1980 года в Москве, пожертвовав даже своей работой, он уволился с работы в Манхэттэнском «Ситибанке» со ставкой в 25000 долларов в год ради того, чтобы успеть набрать нужную форму, но его подготовка был прервана, когда Соединённые Штаты бойкотировали олимпиаду. Среди его наград можно отметить бронзовую медаль в международном турнире по борьбе, который состоялся в Тегеране в 1978 году.
Эрланд Ван Лидт никогда не учился актёрскому искусству и в кино появился совершенно случайно, в 1979 году он был замечен в Нью-Йоркском спортивном клубе кастинг-директором фильма «Странники», кроме его размеров, кастинг-директора также поразили его силовые способности, так Ван Лидт был известен в клубе как парень, который не раз ломал тренажеры и неоднократно в спешке срывал двери с петель., знакомство с ним привело его к роли главаря банды скинхедов в этом культовом фильме о бандах. За 15 дней работы на съемках ему заплатили 7000 долларов. Эта роль до его роли «Динамо» в «Бегущем человеке» была лучшей в карьере Эрланда. У Эрланда был выбор — развить кинокарьеру или продолжить работу по специальности. В конце концов, Ван Лидт сделал выбор в пользу второго, рассчитывая рано или поздно создать собственную компанию. Несмотря на это, он планировал стать кинозвездой и совмещал основную свою работу с работой в кино. В 1980 году Эрланд снялся в популярной комедии Stir Crazy, играя уже комедийную роль, в этом фильме он исполнил песню Down in the Valley. Совмещая свою карьеру в кино с работой с компьютерами, он находил время петь в «Амато-Опера» в Нью-Йорке, обучаясь, чтобы стать профессиональным оперным певцом, и также обучаясь программированию в Манхэттенском Общественном колледже. Эрланд сыграл свою наиболее известную роль в фильме 1987 года «Бегущий человек» с Арнольдом Шварценеггером в главной роли, и эта же роль стала его последним появлением на экране. Играя Динамо, «охотника»-садиста, который убивал своих жертв разрядами электрического тока на расстоянии, Эрланд также получил возможность использовать свой опыт оперного пения: его герой пел отрывки из опер.

## Личная жизнь
22 сентября 1986 года Ван Лидт женился на Аните Френд, в браке с которой у него был один сын, Кристиан.
Его старший брат Филип Ван Лидт и младшая сестра Филинн Ван Лидт, как и Эрланд, учились оперному искусству и стали профессиональными оперными певцами.

## Смерть
Эрланд ван Лидт умер от сердечной недостаточности 23 сентября 1987 года, через несколько месяцев после окончания работы над «Бегущим человеком»; ему было всего 34 года.

## Фильмография
- 1979: Странники — Террор (в титрах: Erland Van Lidth De Jeude)
- 1980: Stir Crazy — Гроссбергер (в титрах: Erland van Lidth de Jeude)
- 1982: Alone in the Dark — Рональд 'Фетти' Эльстер (в титрах: Erland van Lidth)
- 1982: As the World Turns — Бруно (в титрах: Erland van Lidth и Erland van Lidth de Jeude)
- 1987: Бегущий человек — Динамо (в титрах: Erland Van Lidth)